# Cebrenninus annulatus
Cebrenninus annulatus är en spindelart som först beskrevs av Tord Tamerlan Teodor Thorell 1890.  Cebrenninus annulatus ingår i släktet Cebrenninus och familjen krabbspindlar. Inga underarter finns listade i Catalogue of Life.